# 보은천
보은천(寶隱川)은 경상남도 양산시 하북면의 통도파인이스트CC 부근에서 발원하여 대체로 동류하다가 울산노인의집 부근에서 북류하고 하잠마을회관 부근에서 북동류하다가 울산광역시 울주군 언양읍 구수리에서 둔기천의 대암호로 흘러드는 하천이다. 지류로는 조일천, 방기천, 금곡천 등이 있다. 2009년 6월 25일 울산광역시 울주군 삼동면에서 천연기념물 제455호인 꼬치동자개가 발견되었다.